# Ojos Azules

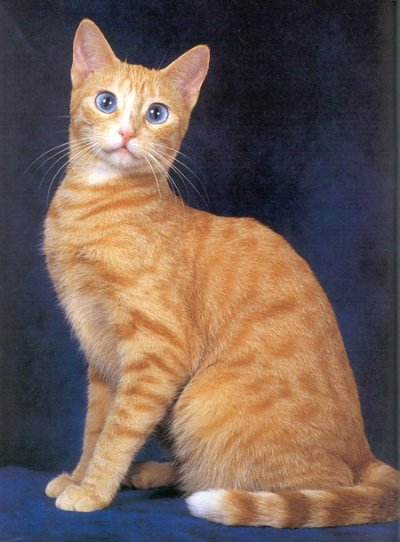
Ojos Azules Katze

Ojos Azules (Deutsch: Blaue Augen) ist eine Katzenrasse, die auf einer Mutation beruht. Während bei den altbekannten Katzenrassen blaue Augen an die weiße Fellfarbe oder an die Siamzeichnung gebunden sind, kann die Mutation der Ojos Azules mit jeder Fellfarbe zusammen auftreten.

## Aussehen
Die Ojos Azules gleicht vom Erscheinungsbild einer gewöhnlichen Hauskatze. Ihr typisches Merkmal sind die tiefblauen Augen. Dazu können einzelne weiße Flecken an den Enden des Körpers (Schwanzspitze, Nase) kommen.

## Geschichte
Die Ojos Azules stammen alle von einer einzigen Hauskatze Cornflower ab, die 1984 in New Mexico entdeckt wurde. Cornflower war eine Schildpattkatze mit blauen Augen. Es zeigte sich, dass die blaue Augenfarbe dominant vererbt wurde. Anfang der 1990er Jahre gab es nur sehr wenige (ungefähr zehn) Ojos Azules. Die Rasse wurde 1992 von der TICA zur Registrierung zugelassen.

## Das Ojos-Gen als Semiletalfaktor
Während Katzen, die das Ojos-Gen mischerbig tragen, gesund sind, werden Kätzchen, die das Gen reinerbig tragen, tot geboren. Sie haben ein ganz weißes Fell und weisen Missbildungen des Schädels und des Schwanzes auf. Daher dürfen niemals zwei Träger des Ojos-Gens miteinander gepaart werden.